# فهرست میراث جهانی در سودان
میراث جهانی در سودان تا تاریخ ۲۰۲۵ شامل سه اثر ثبت شده در کشور سودان است که توسط میراث جهانی ثبت شده است.
سایت‌های سازمان میراث جهانی آموزشی، علمی و فرهنگی سازمان ملل متحد، یونسکو، مکان‌هایی هستند که دارای اهمیت فرهنگی یا طبیعی هستند، همان‌طور که در پیمان‌نامه میراث جهانی، که در سال ۱۹۷۲ تأسیس شده، شرح داده شده است.  سودان این پیمان‌نامه را در دوشنبه، ۶ ژوئن ۱۹۷۴ پذیرفت و از آن هنگام، مکان‌های طبیعی و فرهنگی سودان واجد شرایط برای گنجانده شدن در فهرست میراث جهانی هستند.سودان سه میراث ثبت شده و ۱۵ نامزد ثبت جهانی در فهرست آزمایشی دارد.
اولین میراث جهانی سودان که فهرست شد کوه بارکال بود که در سال ۲۰۰۳ به ثبت رسید. همچنین محل مرواه در سال ۲۰۱۱ به میراث جهانی پیوست. هر دوی این آثار از میراث فرهنگی به‌شمار می‌آیند. اما سومین اثر که شامل پارک ملی دریایی سنقنیب و پارک ملی دریایی خلیج دونقناب و جزیره مکوار می‌شد، یک میراث طبیعی است و همین مورد، آخرین میراث سودان بود که در سال ۲۰۱۶ به ثبت رسید. سودان یک دوره میزبان کمیته جهانی یونسکو بوده است.

## میراث جهانی
یونسکو سایت‌ها را با ده معیار فهرست می‌کند. هر ورودی باید حداقل یکی از معیارها را داشته باشد.
| # | نگاره | نام                                                                 | موقعیت                  | سال ثبت | ش ثبتمعیارها             | شرح | منبع        |
| ۱ |       | کوه بارکال                                                          | شمالی (ایالت سودان)     | ۲۰۰۳    | ۱۰۷۳(i)(ii)(iii)(iv)(vi) | منطقه باستان‌شناسی در نوبه شامل مکان‌های نپته (۹۰۰ تا ۲۷۰ پیش از میلاد) و مِرویتیک (۲۷۰ پیش از میلاد تا ۳۵۰ میلادی) از پادشاهی کوش است. جبل بارکال به خاطر معبد آمون در پای کوه، مقدس در نظر گرفته می‌شد. بناهای تاریخی شامل معابد، مقبره، کاخ‌ها، ساختمان‌های مسکونی و اهرام نوبه هستند که دارای زوایای شیب دار و طرفین تزئین شده هستند. برخی از جنبه‌های شیوهٔ دفن و مومیایی تا زمان معرفی مسیحیت در قرن ششم در حال استفاده باقی مانده بود. | [ ۴ ]       |
| ۲ |       | مرواه                                                               | رود نیل (ایالت)         | ۲۰۱۱    | ۱۳۳۶(ii)(iii)(iv)(v)     | این سایت شامل سه مکان باستان‌شناسی در جزیره مرواه بین رود نیل و عطبره است: شهر مرواه و شهرک‌های مصورات الصفرا و ناگا. مرواه پایتخت پادشاهی کوش بود، یک قدرت بزرگ از قرن هشتم قبل از میلاد تا قرن چهارم میلادی. در دوره سوم میانی مصر، فرعون‌های کوشی در مصر باستان به عنوان دودمان بیست و پنجم مصر (۷۵۴ پیش از میلاد -۶۵۶ پیش از میلاد) حکومت داشتند. قدرت این پادشاهی با ورود مسیحیت در قرن ششم افول یافت. بناهای تاریخی شامل چندین اهرام نوبه، معابد، مقبره‌ها و ساختمان‌های مسکونی است. این معماری منعکس‌کننده تعامل فرهنگ‌های زیر صحرای آفریقا، مدیترانه و خاورمیانه است. | [ ۵ ] [ ۶ ] |
| ۳ |       | پارک ملی دریایی سنقنیب و پارک ملی دریایی خلیج دونقناب و جزیره مکوار | دریای سرخ (ایالت سودان) | ۲۰۱۶    | ۲۶۲rev(vii)(ix)(x)       | این سایت شامل دو منطقه دریایی و ساحلی در دریای سرخ است. سنقنیب یک آب‌سنگ حلقوی منزوی با برخی از شمالی‌ترین مجموعه‌های صخره‌های مرجانی در جهان است. خلیج دونقناب (دون‌جُناب) با جزیره مکوار دارای صخره‌های مرجانی، جنگل‌های مانگرو، علفزار دریایی و پهنه گلی است. این مکان برای جمعیت فیل دریایی ِدر معرض خطر، محل مهمی به‌شمار می‌آید. حیوانات دیگری که در این منطقه زندگی می‌کنند شامل سفره‌ماهی دیو، لاک‌پشت‌های دریایی، کوسه‌ها و دلفین‌ها هستند. تعداد زیادی گونه‌های ماهی‌های صخره‌ای بومی وجود دارد. این منطقه از حیث پرندگان مهاجر نیز مهم است.                                     | [ ۷ ]       |

## فهرست آزمایشی
افزون بر سایت‌های موجود در فهرست میراث جهانی، کشورهای عضو می‌توانند فهرستی از سایت‌های آزمایشی را که ممکن است برای نامزدی در نظر بگیرند، در این فهرست قرار دهند. نامزدها در فهرست میراث جهانی تنها در صورتی پذیرفته می‌شوند که سایت پیش‌تر در فهرست آزمایشی قرار داشته باشد.
سودان ۱۵ نامزد در این فهرست دارد.
| #  | نگاره | نام                              | موقعیت                            | سال ثبت | ش ثبتمعیارها                 | شرح | منبع   |
| ۱  | مسجد و مناره سبز سواکن                                                                                       | سواکن                            | دریای سرخ                         | ۱۹۹۴    | ۶۴۶                          | سوآکِن شهر بندری مهمی در دوران میانه در امپراتوری عثمانی بود و مساجد و خانه‌هایی از آن دوره را در خود حفظ کرده است. | [ ۹ ]  |
| ۲  | بقایای کرمه                                                                                                  | کرمه                             | شمالی                             | ۱۹۹۴    | ۶۵۱                          | کِرمَه مرکز ناحیهٔ فرهنگ کرمه در هزارهٔ دوم و سوم پیش از میلاد بود. بقایای بناهایی از جنس خشت خام و یک گورستان بزرگ با محلی برای مراسم تدفین در آن کشف شده است. | [ ۱۰ ] |
| ۳  | ویرانه‌ها با پایه‌های ستون در یک محیط بیابانی                                                                  | دنقله کهن                        | شمالی                             | ۱۹۹۴    | ۶۵۲                          | دُنقُله قدیم، پایتخت پادشاهی مقره بود که حکومتی مسیحی بوده و بین قرن‌های هفتم تا چهاردهم میلادی در این ناحیه به سر می‌برد. چندین خانه، کلیسا و مسجد در این شهر وجود دارد که برخی از ساختمان‌ها دارای دیوارهایی با تزئینات فرسکو هستند. | [ ۱۱ ] |
| ۴  | تصویری از این مکان در دسترس نیست. در صورتی که به تصویر آزادی دسترسی دارید، می‌توانید آن را به اشتراک بگذارید. | پارک ملی وادی هور                | شمالی                             | ۲۰۰۴    | ۱۹۵۱(vii)(viii)(ix)(x)       | وادی هور پیش‌تر در دوره پربارش نوسنگی، یکی از شاخه‌های رود نیل بود ولی امروزه خشک‌رود است. پارک ملی همچنین شامل میدان آتشفشانی میدوب، دره‌های جبل رحیب، دریاچه‌های دیرینه و تپه‌هاست. این سرزمین امروزه سکونتگاه آهوی گرمسیری، شترمرغ و گوسفند بربری است. | [ ۱۲ ] |
| ۵  | منظره ای از رودخانه از هواپیما                                                                               | پارک ملی دیندر                   | سنار                              | ۲۰۲۱    | ۶۵۱۵(vii)(ix)(x)             | این پارک از نظر بیولوژیکی قابل توجه است زیرا بوم‌مرز بین دو بوم‌ناحیه ساحل صحرا و بلندی‌های اتیوپی از اینجا می‌گذرد. دارای سه اکوسیستم مجزا است که پهنه رودخانه‌ای، درختزارها و مایا است که مورد آخر تالاب‌هایی با دریاچه طوقی است. این پارک سرشار از تنوع زیستی بوده و دارای گونه‌های شاخ‌چنگی سودان، شاخ‌بلند ابرش، زگیل‌داران، انتر دم‌کوتاه، و شیر است.                                                                                                   | [ ۱۳ ] |
| ۶  | تصویر ماهواره ای از کوه در وسط یک ساوانا                                                                     | پارک ملی جبل دیر                 | کردفان شمالی                      | ۲۰۲۱    | ۶۵۱۶(vii)(ix)(x)             | پارکی به مرکزیت کوه دیر است که سلسله جبالی با ارتفاع ۱٬۴۰۰ متر (۴٬۶۰۰ فوت) از سطح دریا، بر فراز دشت‌های ساوانای خشک پیرامون را شامل می‌شود. این کوهستان به چهار نوع زیستگاه مختلف اجازه می‌دهد تا در دامنه‌های کوه رشد یابند. چندین چشمه در کوهستان وجود دارد که برخی از آنها فصلی هستند. این منطقه سرشار از تنوع گیاهی است و دارای گیاهان زیادی، درختچه، چمن و گونه‌های درختی است. حیوانات پارک شامل خرگوش کوهی صخره، کودوی بزرگ و انتر دم‌کوتاه هستند. | [ ۱۴ ] |
| ۷  | تصویری از این مکان در دسترس نیست. در صورتی که به تصویر آزادی دسترسی دارید، می‌توانید آن را به اشتراک بگذارید. | پارک ملی حسانیه                  | رود نیل (ایالت)                   | ۲۰۲۱    | ۶۵۱۷(vii)(ix)(x)             | این منطقه شامل اکوسیستم‌های بیابانی و نیمه بیابانی است. تپه‌های ماسه‌ای، خشک‌رودها و کوهستان را شامل می‌شود. پوشش گیاهی درختچه‌ها و چمنزارها در آن پراکنده است. پارک سکونتگاه گوسفند بربری و آهوی گرمسیری است. | [ ۱۵ ] |
| ۸  | | پارک ملی رادوم                   | دارفور جنوبی                      | ۲۰۲۱    | ۶۵۱۸(vii)(ix)(x)             | این منطقه از جنگلی گرم‌دشت پوشیده شده و بارندگی زیادی دریافت می‌کند. چندین رودخانه، نهر و دریاچه طوقی در آن جریان دارد. منابع آب فراوان از حیات وحش متنوع، به ویژه پرندگان، مانند لک‌لک نوک‌زینی، نوک‌شاخ زمینی حبشی، و لک‌لک مردارخوار استقبال می‌کنند. تعداد زیادی از تپه‌های موریانه نیز آنجا وجود دارد. | [ ۱۶ ] |
| ۹  | یک دریاچه دهانه‌ای                                                                                            | کوه‌های مره / دریبا کالدرا        | دارفور مرکزی                      | ۲۰۲۱    | ۶۵۱۹(vii)(viii)(ix)(x)       | جبل مره بالاترین دامنه کوه در سودان است و به ارتفاع ۳٬۰۴۲ متر (۹٬۹۸۰ فوت) می‌رسد. دِریبا، بالاترین قله، یک آتشفشان خفته با دو دریاچه دهانه‌ای است. همچنین چشمه‌های آب گرم و دودخان وجود دارد. کوه‌ها از زیستگاه متنوعی پشتیبانی می‌کنند و با ۲۹۵ گونه پرنده، سرشار از تنوع زیستی هستند. | [ ۱۷ ] |
| ۱۰ | ویرانه‌های یک معبد خشتی                                                                                       | یادمان‌های پادشاهی کرمه           | شمالی                             | ۲۰۲۲    | ۶۵۹۴(i)(ii)(iii)(iv)(v)      | این نامزدی شامل مکان‌های باستان‌شناسی کرمه، مرکز فرهنگ کرمه است که بین ۲۵۰۰ تا ۱۵۰۰ سال قبل از میلاد شکوفا بود. شهر تشریفاتی در نزدیکی دوکی جیل را فرعون‌های مصری از دودمان هجدهم مصر که کرمه را فتح کرده بودند، در ۱۵۰۰ قبل از میلاد بنا نمودند. بقایای کرمه شامل معابد، کاخ‌ها، ساختمانهای مسکونی، مکان‌های ذخیره‌سازی و استحکامات است. | [ ۱۸ ] |
| ۱۱ | تصویری از این مکان در دسترس نیست. در صورتی که به تصویر آزادی دسترسی دارید، می‌توانید آن را به اشتراک بگذارید. | جزیره صای                        | شمالی                             | ۲۰۲۲    | ۶۵۹۵(ii)(iii)(iv)            | صای بزرگ‌ترین جزیره نیل است. کاوش‌ها آثاری از هومو ارکتوس و هومو ساپینس اولیه را در این جزیره کشف کرده است. در زمان تاریخی، این یک سایت مهم مصر باستان در نوبه در دوره پادشاهی نوین مصر بود و تعامل بین فرهنگ‌های مصر و نوبی را نشان می‌داد. اینجا سپس کرسی اسقف‌های مسیحی قرون وسطایی شد و از قرن شانزدهم یک قلعه عثمانی را به یادگار حفظ کرده است. | [ ۱۹ ] |
| ۱۲ | ویرانه‌های یک معبد مصری با چندین ستون ایستاده                                                                 | معبد صولیب                       | شمالی                             | ۲۰۲۲    | ۶۵۹۶(ii)(iii)(iv)            | این معبد در زمان سلطنت آمنهوتپ سوم (۱۳۷۸–۱۳۴۸ پیش از میلاد)، در دوره پادشاهی نوین مصر ساخته شد و برای چندین نسل در حال استفاده بود. در ابتدا به آمون اختصاص داده شد بود، ولی در زمان آخناتون به آتون تقدیم شد. از نظر هنری، این معبد نشانگر انتقال سبک محافظه‌کارانه‌تر تحوتموس چهارم به تصاویر طبیعت‌گرانه‌تر انسان است. در اینجا هم خدایان مصری و هم نوبی را روی دیوارها به تصویر کشیده‌اند و همزیستی هماهنگ این دو فرهنگ را در آن دوره نشان می‌دهند   | [ ۲۰ ] |
| ۱۳ | ویرانه‌های یک کلیسا را در یک محیط خشک                                                                         | بنقارتی                          | شمالی                             | ۲۰۲۲    | ۶۵۹۷(ii)(iii)(iv)(v)         | یک کلیسای بزرگ در بنقانارتی، مکان زیارتی مهمی در منطقه نیل میانه بود و از فرانسه و یمن زائران را به خود جلب می‌کرد. این بنا به رفائیل اختصاص داشت. کلیسای کنونی در قرن یازدهم به سبک بیزانس در محل کلیسای قبلی ساخته شده است. تصاویر و نقاشی‌های دیواری بی شماری روی دیوارها وجود دارد که طی قرن‌ها توسط زائران باقی مانده است. کلیسا در قرن پانزدهم رها شد.                                                                                          | [ ۲۱ ] |
| ۱۴ | تصویری از این مکان در دسترس نیست. در صورتی که به تصویر آزادی دسترسی دارید، می‌توانید آن را به اشتراک بگذارید. | دهکدهٔ الخندق                     | شمالی                             | ۲۰۲۲    | ۶۵۹۸(ii)(iii)(iv)            | این دهکده، که در محل پادشاهی نوین مصر و پادشاهی مقره واقع شده بود، قبلاً یک بندر مهم در نیل بود، تا اینکه در قرن بیستم رو به زوال گذاشت. این ساختمان دو طبقه خشت خام است که توسط بازرگانان ثروتمند استفاده می‌شد. | [ ۲۲ ] |
| ۱۵ | تصویری از این مکان در دسترس نیست. در صورتی که به تصویر آزادی دسترسی دارید، می‌توانید آن را به اشتراک بگذارید. | پارک ملی وادی هور - جلا ابو احمد | شمالی، دارفور شمالی، کردفان شمالی | ۲۰۲۲    | ۶۵۹۹(ii)(iii)(v)(vii)(ix)(x) | وادی هور در گذشته، در دوره دوره پربارش نوسنگی، شاخه ای از نیل بود ولی امروزه یک وادی است. این پارک قبلاً در سال ۲۰۰۴ در لیست آزمایشی ذکر شده بود؛ ولی بار دیگر با ارائهٔ معیارهای جدیدی که اشاره به مکان‌های باستان‌شناسی بی‌شمار منطقه دارند، به عنوان یک میراث فرهنگی-طبیعی ارائه شد. وادی هور نشانگر حضور انسان بین هزاره ششم تا یکم قبل از میلاد است و قلعه جلا ابو احمد از دوره نپته در آن جای دارد.                                               | [ ۲۳ ] |